# 樋口章憲
樋口 章憲（ひぐち あきのり、1959年11月7日 - ）は日本の実業家。三洋化成工業代表取締役社長。

## 人物
三重県四日市市出身。三重県立四日市高等学校卒業、東京理科大学大学院工学研究科修了 。2021年6月より三洋化成工業代表取締役社長。

## 略歴
- 1984年
  - 4月 - 三洋化成工業入社
  - 10月 - サンノプコに出向
- 2005年10月 - サンノプコ第１営業部長
- 2012年6月 - サンノプコ代表取締役社長
- 2014年6月 - 三洋化成工業執行役員
- 2015年6月 - 三洋化成工業常務執行役員石油・環境本部長
- 2016年6月 - 三洋化成工業取締役 兼 常務執行役員営業第二部門担当
- 2018年6月 - 三洋化成工業取締役 兼 専務執行役員経営企画担当 兼 営業第二部門担当
- 2019年5月 - 三洋化成工業取締役 兼 専務執行役員経営戦略部門担当 兼 生産部門担当
- 2020年
  - 4月 - 三洋化成工業取締役 兼 専務執行役員経営戦略部門担当
  - 6月 - 三洋化成工業取締役 兼 執行役員副社長経営戦略部門担当
- 2021年6月 - 三洋化成工業代表取締役社長 兼 執行役員社長